# بيار دوفال
القنصل بيار دوفال هو آخر قنصل لفرنسا بالجزائر (1758-1829) ارتبط اسمه بحادثة المروحة الشهيرة، التي اتخذتها فرنسا ذريعة لاحتلال الجزائر، إلا أن المؤرخين قد اختلفوا في حقيقة القنصل دوفال المعني بهذه الحادثة، فمنهم من ادعى أنه بيير دوفال، بينما نسب البعض الآخر تلك الحادثة إلى القنصل شارل دوفال.
عُيّن دوفال سفيراً لفرنسا في الجزائر من قبل لويس الثامن عشر، وذلك لأنّه كان يتقن اللغتين العربيّة والتركيّة، طرده الداي حسين من مجلسه لتطاول دوفال على أعلى مرتبةٍ قياديّة في الأيالة في ذلك الوقت، إضافةً إلى افتزازه الصريح وإهانته للداي وديوانِه، وهذا ما جعل الداي يطرده من خلال تلويحه بالمروحيّة، فلم يرق هذا الأمر للحكومة الفرنسيّة، وطالبت من الداي بالاعتذار خلال أربع وعشرين ساعة، إضافةً إلى رفع الرايةِ الفرنسيّة عوضاً عن الجزائرية. توفي في فرنسا عام 1829.